# KDOM
KDOMは、Linuxデスクトップ環境であるKDEにおいて、KHTMLをベースとしたブラウザ上でDOMレンダリングを行うために用意されたKPartのモジュールである。KDE 4でリリースされるKSVG2はこの機能を基にして開発されている。
KSVGと同様に、KDOMはAppleのWebKitフレームワークの実験的なコンポーネントである。